# Stefan Hutzli
Stefan Hutzli  (* 1998) ist ein Schweizer Unihockeyspieler, der beim Nationalliga-A-Verein Floorball Köniz unter Vertrag steht.

## Karriere

### Verein
Hutzli begann seine Karriere bei Floorball Köniz, wo er bereits 2016 als 18-Jähriger in seiner ersten Nationalliga-A-Saison auf Partien kam und neun Skorerpunkte erzielte. Bis 2019 absolvierte er zudem noch vereinzelte Spiele in der U21-Mannschaft des Vorstadtclubs.
Im März 2020 verlängerte seinen nach der Saison 2020/21 auslaufenden Vertrag um mehrere Jahre.

### Nationalmannschaft
2017 debütierte Hutzli unter dem Nationaltrainer David Jansson für die A-Nationalmannschaft.